# Бун, Джош
Оскар Джошуа «Джош» Бун (англ. Oscar Joshua "Josh" Boone, род. 21 ноября 1984 года) — американский баскетболист, играющий на позиции тяжёлого форварда. Выступает за баскетбольный клуб «Мельбурн Юнайтед». В 2006 году был выбран под 23-м общим номером на драфте НБА клубом «Нью-Джерси Нетс». Четыре сезона провел в НБА в команде «Нью-Джерси Нетс».

## Карьера
Бун начал заниматься баскетболом в пять лет, в этот вид спорта его привела мать. Посещал школу в штате Мэриленд, где был одним из лидеров местной баскетбольной команды. В составе школьной команды Бун в среднем набирал 20 очков, делал 14.4 подбора и 7 блок-шотов. После окончания школы поступил в Университет Коннектикута, в котором провел три года. В составе университетской команды «Коннектикут Хаскис» Бун выиграл чемпионат NCAA в 2004 году, а год спустя был признан лучшим обороняющимся игроком конференции Big East (I дивизион NCAA). В 2006 году Бун был выбран в первом раунде драфта НБА командой «Нью-Джерси Нетс» под общим 23-м номером. В составе «Нетс» он провел четыре сезона, набирая в среднем 5.2 очка, делая 4.9 подбора, 0.7 блок-шота и 0.5 передачи за 17.5 минут. Всего за «Нетс» Бун провел 268 матчей (из них 88 раз выходил в стартовом составе).
После того как в 2010 году «Нетс» не предложил игроку новый контракт, Бун отправился в Китай в команду «Чжэцзян Голден Буллз». В составе «Голден Буллз» Бун провел два с половиной сезона, после чего отправился обратно в США, в Д-Лигу. Однако за «Айову Энерджи» игрок сыграл лишь два матча, получил тяжелую травму ноги и пропустил сезон 2012—2013. Восстановившись после повреждения, в феврале 2014 года Бун подписал трудовое соглашение с филиппинским клубом «Сан-Мигель Бирмен», за который провел два матча. В марте 2014 года Бун вновь вернулся в «Айову Энерджи», за которую провел остаток сезона 2013—2014. В сентябре 2014 года игроку поступило предложение из Бахрейна от клуба «Аль-Манама». В составе «Аль-Манамы» Бун стал чемпионом Бахрейна и обладателем Кубка страны. Осенью 2015 года игрок перешёл в эстонский клуб «Калев», где вышел на лидирующие позиции не только в местном чемпионате, но и в Единой Лиге ВТБ.
13 января 2016 года «Химки» объявили о подписании контракта с Буном до конца сезона 2015/2016. В составе подмосковного клуба Бун провёл 24 матча (18 в Единой Лиге ВТБ и 6 в Евролиге), его средние показатели — 10 очков и 5.6 подбора.
В августе 2016 года Бун стал игроком «Пинар Каршияка».

## Статистика

### Статистика в НБА
| Сезон                                                                                    | Команда    | Регулярный сезон | Регулярный сезон | Регулярный сезон | Регулярный сезон | Регулярный сезон | Регулярный сезон | Регулярный сезон | Регулярный сезон | Регулярный сезон | Регулярный сезон | Регулярный сезон | Серия плей-офф | Серия плей-офф | Серия плей-офф | Серия плей-офф | Серия плей-офф | Серия плей-офф | Серия плей-офф | Серия плей-офф | Серия плей-офф | Серия плей-офф | Серия плей-офф |
| Сезон                                                                                    | Команда    | GP               | GS               | MPG              | FG%              | 3P%              | FT%              | RPG              | APG              | SPG              | BPG              | PPG              | GP             | GS             | MPG            | FG%            | 3P%            | FT%            | RPG            | APG            | SPG            | BPG            | PPG            |
| ---------------------------------------------------------------------------------------- | ---------- | ---------------- | ---------------- | ---------------- | ---------------- | ---------------- | ---------------- | ---------------- | ---------------- | ---------------- | ---------------- | ---------------- | -------------- | -------------- | -------------- | -------------- | -------------- | -------------- | -------------- | -------------- | -------------- | -------------- | -------------- |
| 2006/07                                                                                  | Нью-Джерси | 61               | 0                | 11,0             | 57,9             | 0,0              | 54,4             | 2,9              | 0,2              | 0,2              | 0,3              | 4,2              | 12             | 0              | 9,8            | 50,0           | 0,0            | 50,0           | 1,6            | 0,3            | 0,1            | 0,3            | 3,0            |
| 2007/08                                                                                  | Нью-Джерси | 70               | 53               | 25,3             | 54,8             | 0,0              | 45,6             | 7,3              | 0,8              | 0,5              | 0,9              | 8,2              | Не участвовал  | Не участвовал  | Не участвовал  | Не участвовал  | Не участвовал  | Не участвовал  | Не участвовал  | Не участвовал  | Не участвовал  | Не участвовал  | Не участвовал  |
| 2008/09                                                                                  | Нью-Джерси | 62               | 7                | 16,0             | 52,8             | 0,0              | 37,6             | 4,2              | 0,5              | 0,4              | 0,8              | 4,2              | Не участвовал  | Не участвовал  | Не участвовал  | Не участвовал  | Не участвовал  | Не участвовал  | Не участвовал  | Не участвовал  | Не участвовал  | Не участвовал  | Не участвовал  |
| 2009/10                                                                                  | Нью-Джерси | 63               | 28               | 16,6             | 52,5             | 0,0              | 32,8             | 5,0              | 0,5              | 0,5              | 0,8              | 4,0              | Не участвовал  | Не участвовал  | Не участвовал  | Не участвовал  | Не участвовал  | Не участвовал  | Не участвовал  | Не участвовал  | Не участвовал  | Не участвовал  | Не участвовал  |
|                                                                                          | Всего      | 256              | 88               | 17,5             | 54,4             | 0,0              | 44,5             | 4,9              | 0,5              | 0,4              | 0,7              | 5,2              | 12             | 0              | 9,8            | 50,0           | 0,0            | 50,0           | 1,6            | 0,3            | 0,1            | 0,3            | 3,0            |
| Наведите курсор мыши на аббревиатуры в заголовке таблицы, чтобы прочесть их расшифровку. |            |                  |                  |                  |                  |                  |                  |                  |                  |                  |                  |                  |                |                |                |                |                |                |                |                |                |                |                |

### Статистика в Д-Лиге
| Сезон                                                                                    | Команда | Регулярный сезон | Регулярный сезон | Регулярный сезон | Регулярный сезон | Регулярный сезон | Регулярный сезон | Регулярный сезон | Регулярный сезон | Регулярный сезон | Регулярный сезон | Регулярный сезон | Серия плей-офф | Серия плей-офф | Серия плей-офф | Серия плей-офф | Серия плей-офф | Серия плей-офф | Серия плей-офф | Серия плей-офф | Серия плей-офф | Серия плей-офф | Серия плей-офф |
| Сезон                                                                                    | Команда | GP               | GS               | MPG              | FG%              | 3P%              | FT%              | RPG              | APG              | SPG              | BPG              | PPG              | GP             | GS             | MPG            | FG%            | 3P%            | FT%            | RPG            | APG            | SPG            | BPG            | PPG            |
| ---------------------------------------------------------------------------------------- | ------- | ---------------- | ---------------- | ---------------- | ---------------- | ---------------- | ---------------- | ---------------- | ---------------- | ---------------- | ---------------- | ---------------- | -------------- | -------------- | -------------- | -------------- | -------------- | -------------- | -------------- | -------------- | -------------- | -------------- | -------------- |
| 2012/13                                                                                  | Айова   | 2                | 2                | 33,0             | 48,5             | 0,0              | 20,0             | 7,5              | 1,5              | 1,5              | 0,5              | 16,5             | Не участвовал  | Не участвовал  | Не участвовал  | Не участвовал  | Не участвовал  | Не участвовал  | Не участвовал  | Не участвовал  | Не участвовал  | Не участвовал  | Не участвовал  |
| 2013/14                                                                                  | Айова   | 7                | 0                | 10,9             | 62,5             | 0,0              | 40,0             | 4,3              | 0,1              | 0,4              | 0,4              | 5,1              | 3              | 0              | 13,7           | 88,9           | 0,0            | 35,3           | 4,0            | 0,3            | 0,3            | 1,3            | 7,3            |
|                                                                                          | Всего   | 9                | 2                | 15,8             | 54,4             | 0,0              | 35,0             | 5,0              | 0,4              | 0,7              | 0,4              | 7,7              | 3              | 0              | 13,7           | 88,9           | 0,0            | 35,3           | 4,0            | 0,3            | 0,3            | 1,3            | 7,3            |
| Наведите курсор мыши на аббревиатуры в заголовке таблицы, чтобы прочесть их расшифровку. |         |                  |                  |                  |                  |                  |                  |                  |                  |                  |                  |                  |                |                |                |                |                |                |                |                |                |                |                |

### Статистика в колледже
| Сезон                                                                                   | Команда     | GP  | GS  | MPG  | FG%  | 3P% | FT%  | RPG | APG | SPG | BPG | PPG  |  |
| --------------------------------------------------------------------------------------- | ----------- | --- | --- | ---- | ---- | --- | ---- | --- | --- | --- | --- | ---- |  |
| 2003/04                                                                                 | Коннектикут | 38  | 37  | 22,0 | 55,4 | 0,0 | 40,5 | 5,8 | 0,7 | 0,5 | 1,7 | 5,9  |  |
| 2004/05                                                                                 | Коннектикут | 31  | 31  | 29,5 | 60,9 | 0,0 | 66,4 | 8,4 | 1,2 | 0,6 | 2,9 | 12,4 |  |
| 2005/06                                                                                 | Коннектикут | 34  | 32  | 27,2 | 56,4 | 0,0 | 54,7 | 7,0 | 0,6 | 0,4 | 2,0 | 10,3 |  |
|                                                                                         | Всего       | 103 | 100 | 26,0 | 57,8 | 0,0 | 55,9 | 7,0 | 0,8 | 0,5 | 2,2 | 9,3  |  |
| Наведите курсор мыши на аббревиатуры в заголовке таблицы, чтобы прочесть их расшифровку |             |     |     |      |      |     |      |     |     |     |     |      |  |

### Статистика в других лигах
| Сезон                                                                                   | Команда              | Лига               | GP | GS | MPG  | FG%  | 3P% | FT%  | RPG  | APG | SPG | BPG | PPG  |  |
| 2011/12                                                                                 | Чжэцзян Голден Буллз | КБА                | 30 | 25 | 34,1 | 61,6 | 0,0 | 43,5 | 12,2 | 1,7 | 0,9 | 1,7 | 19,0 |  |
| 2012/13                                                                                 | Чжэцзян Голден Буллз | КБА                | 4  | 4  | 35,3 | 56,3 | 0,0 | 35,7 | 13,5 | 0,8 | 1,0 | 1,5 | 14,8 |  |
| 2013/14                                                                                 | Сан-Мигель Бирмен    | Чемпионат Филиппин | 2  | 2  | 35,5 | 55,6 | 0,0 | 47,1 | 18,5 | 3,0 | 0,0 | 1,5 | 24,0 |  |
|                                                                                         |                      | Всего              | 36 | 31 | 34,3 | 60,6 | 0,0 | 43,3 | 12,7 | 1,6 | 0,9 | 1,6 | 18,8 |  |
| Наведите курсор мыши на аббревиатуры в заголовке таблицы, чтобы прочесть их расшифровку |                      |                    |    |    |      |      |     |      |      |     |     |     |      |  |